# Anna Nikolajewna Wolkowa
Anna Nikolajewna Wolkowa (russisch Анна Николаевна Волкова, * 30. Oktober 1902 in Sankt Petersburg, Russisches Kaiserreich; † 1973 in Spanien) war eine russische Modedesignerin, Spionin und Nazi-Kollaborateurin.

## Biografie
Anna Wolkowas Vater war Admiral Nikolai Wolkow, der Marineattaché des Russischen Reiches in London. Sie wurde von einer Gouvernante unterrichtet. Nach der Oktoberrevolution siedelte ihre Familie 1919 ins Vereinigte Königreich um. Bis sie 21 war besuchte Wolkowa die Architectural Association School of Architecture und machte danach eine Ausbildung zur Schneiderin. Sie war eine Antisemitin und wurde in den 1930er-Jahren pronazistisch. Sie besuchte mehrfach den NS-Staat und traf sich mit hochrangigen deutschen Beamten und Beamtinnen, darunter Hans Frank, Elsa von Gutmann und Rudolf Heß. Wolkowas Meinung nach wäre es wundervoll gewesen, wenn Adolf Hitler das Vereinigte Königreich übernommen hätte. Seit 1935 wurde sie vom MI5 überwacht, der annahm, dass sie daran beteiligt war, Staatsgeheimnisse an die deutsche Regierung zu schicken.
Im selben Jahr gründete sie das Modehaus Anna de Wollkoff Haute Couture Modes im West End, in dem von ihr kreierte Modeartikel verkauft wurden. Dies verschaffte ihr Prominenz in der Modewelt. Wallis Simpson und Marina, Duchess of Kent zählten zu ihren Kundinnen. Eine ihrer Kreationen wurde im April 1937 von Cecil Beaton für die Vogue fotografiert. Sie entwarf Ballkleider und Roben für die Krönung von Eduard VIII. Außerdem trat sie in einer Dokumentation des The March of Time auf. 1939 musste sie das Modehaus schließen, weil ihr Geldgeber nicht mehr in ein defizitäres Unternehmen investieren wollte.
Im selben Jahr trat sie dem Right Club bei, einer antisemitischen Organisation, dessen Mitglieder während des Sitzkriegs verschiedene subversive Aktionen durchgeführt und sich regelmäßig im Russian Tea Rooms, einem Café in Süd-Kensington, dessen Eigentümerin Wolkowas Familie war, getroffen haben. Archibald Ramsay war der Leiter des Right Club und Wolkowa wurde seine persönliche Assistentin. Im Februar 1940 traf sie Tyler Kent zum ersten Mal. Die beiden teilten die Auffassung, der Zweite Weltkrieg sei eine jüdische Verschwörung. Darauf wurde Kent ein regelmäßiger Besucher des Russian Tea Rooms. Im März begegnete er Ramsay, und die drei stimmten darüber überein, dieselben politischen Ansichten zu haben.

### Tyler-Kent-Affäre
Archibald Ramsay und Wolkowa waren an Tyler Kents Diebstahl von wichtigen Dokumenten aus der amerikanischen Botschaft beteiligt, die Schriftverkehr zwischen Franklin D. Roosevelt und Winston Churchill enthalten haben. Laut einer Ermittlung des MI5 war sie mit William Joyce in Kontakt gewesen, während er aus Deutschland gesendet hat. Ihre Kommunikation mit ihm fand mit Hilfe eines Sekretärs der belgischen Botschaft statt, der ihre Nachrichten an das auswärtige Amt in Brüssel weitergeleitet und die von dort nach Deutschland gesendet wurden. Sie war die Quelle des Materials, das nach Rumänien durch einen anderen diplomatischen Kanal geschickt wurde und nach Berlin gesendet werden sollte. Zudem fertigte sie am 13. April 1940 Kopien der von Kent gestohlenen Dokumente an, die dann an den stellvertretenden Marineattaché der italienischen Botschaft weitergeleitet wurden. Kurz darauf fing der MI8 Nachrichten zwischen Rom und Berlin ab, die andeuteten, dass Wilhelm Canaris, der Leiter der Abwehr, nun Kopien des Schriftverkehrs zwischen Roosevelt und Churchill besaß, der die Grundlage für das spätere Zerstörer-für-Stützpunkte-Abkommen gewesen war.
Bald darauf bat Wolkowa Joan Miller, eine MI5-Agentin, die den Right Club infiltrierte, ihre Kontakte in der italienischen Botschaft dazu zu verwenden, einen chiffrierten Brief an William Joyce in Deutschland zu senden. Der Brief enthielt Informationen, die er für seine Sendungen beim Reichssender Hamburg hätte verwenden können. Miller zeigte Maxwell Knight diesen Brief. Wolkowa wurde im Mai verhaftet. Ihr wurde vorgeworfen, streng geheime Militär- und Regierungsdokumente gestohlen und mit dem Feind kommuniziert zu haben, um die Niederlage des Vereinigten Königreichs gegen Deutschland hervorzurufen. Am 7. November 1940 wurde sie im Old Bailey zu zehn Jahren Haft verurteilt da sie laut der Begründung des Gerichts eine Nazi-Spionin gewesen sei, die versucht hatte, dem Feind zu helfen. Laut dem Richter wurde ihre Charakterstärke durch ihre antijüdische Besessenheit zerstört.
1943 wurde ihr die britische Staatsbürgerschaft entzogen. 1947 verließ sie das Gefängnis und zog nach Spanien um, wo sie 1973 bei einem Autounfall starb.

## Privates
Annas Mutter Wera war eine Hofdame von Alix von Hessen-Darmstadt. Annas jüdische Tante half polnischen Juden, über Litauen nach Palästina zu entkommen.